# KELT-4Ab
KELT-4Ab är en exoplanet ungefär 685 ljusår från jorden. Den är den fjärde kända planeten som kretsar runt en trippelstjärna. Den är 1,7 gånger större än Jupiter, och den har en massa på 0,9 gånger Jupiters. De kretsar ett varv runt sin moderstjärna på tre dygn. De två andra stjärnorna i systemet kretsar ett varv runt varann på 30 år, och ett varv runt planetens moderstjärna på 4000 år.